# Вінстон Нтшона
Вінстон Нтшона (англ. Winston Ntshona; нар. 6 жовтня 1941, Порт-Елізабет, Південно-Африканський Союз — пом. 2 серпня 2018, Нью-Брайтон, ПАР) — південноафриканський драматург та актор кіно. Володар премія «Тоні» у номінації «Найкраща чоловіча роль у постановці п'єси» (1975).

## Фільмографія
- 2006 — Кривавий діамант / Blood Diamond — старий Менде
- 2001 — Малунде / Malunde — дідусь Хумало
- 2000 — Я мріяв про Африку / I Dreamed of Africa — Старого Покота
- 1998 — Тарзан та загублене місто / Tarzan and the Lost City — Муґамбе
- 1994 — Повітря там / The Air Up There —  Уруду
- 1992 — Сила одного / The Power of One — Млунґізі
- 1990 — Нічний циклон / Night of the Cyclone  — Кветт
- 1989 — Сухий білий сезон / A Dry White Season — Ґордон Нґубене
- 1988 — Палиця / The Stick — знахар
- 1982 — Ґанді / Gandhi — Портер
- 1980 — Нагідок у серпні / Marigolds in August — Даан
- 1980 — Пси війни / Dogs of War — лікар Окой
- 1979 — Ашанті / Ashanti — Енсок
- 1978 — Дикі гуси / Wild Geese — Джуліус Лімбані